# Свартон (притока Меларен)
Свартон  (швед. Svartån) — річка у центральній Швеції, у лені Вестманланд. Впадає у північну частину озера Меларен. Довжина річки становить 80 км,  площа басейну  — 750 км².  На річці побудовано 3 малих ГЕС загальною встановленою потужністю 1,6 МВт й з загальним середнім річним виробництвом 6,3 млн кВт·год 